# Callipogonini
Tribu
Les Callipogonini sont une tribu de Coléoptères de la famille des Cérambycidés, de la sous-famille des Prioninae.

## Dénomination
La tribu a été décrite par l'entomologiste James Thomson en 1860.

### Synonymie
- Callipogonitae (Thomson, 1860)
- Callipogonites (Thomson, 1860)
- Enoploceritae (Thomson, 1864)
- Anacanthini  (Thomson, 1864)
- Ergatites (Fairmaire par Jacquelin Du Val en 1864
- Orthomegitae (Thomson, 1864)
- Callipogonides (Lacordaire, 1869)
- Ctenoscelinae (Pascoe, 1869)
- Ergatides (Fairmaire) Lacordaire, 1869
- Ergatini (Fairmaire)
- Titanii (Thomson) Lameere, 1904

## Taxinomie

### Liste des sous-tribus et des genres
Liste des sous-tribus et des genres  :
Sous-tribu des Hopliderina (Thomson, 1864)
- Cubaecola (Lameere, 1912)
- Derelophis (Quentin & Villiers, 1972)
- Hoplideres (Serville, 1832)
- Hoplidosterus (Gilmour, 1962)
- Pixodarus (Fairmaire, 1887)

Autres genres
- Apocaulus (Quentin & Villiers, 1977)
- Apotrophus (Bates, 1875 )
- Cacodacnus (Thomson, 1860)
- Callergates (Lameere, 1904)
- Callipogon (Serville, 1832)
- Chorenta (Gistel, 1848)
- Ctenoscelis (Serville, 1832)
- Enoplocerus (Serville, 1832)
- Ergates (Serville, 1832)
- Eudianodes (Pascoe, 1868)
- Hephialtes (Thomson, 1864)
- Jamwonus (Harold, 1879)
- Navosoma (Blanchard, 1846)
- Seticeros (Perger & Santos-Silva, 2010)
- Stictosomus (Serville, 1832)
- Trichocnemis (LeConte, 1851)

## Morphologie
Les Callipogonini sont reconnaissables parmi les autres Prioninae pour le prothorax large et rectangulaire chez les mâles, souvent avec aussi deux plaques triangulaires luisantes sur le disque, et le troisième article des antennes très allongé. Ils diffèrent des Macrotomini, avec lesquels ils sont étroitement alliés, pour avoir les yeux fortement réniformes. Les élytres ont très rarement des côtes longitudinales.

## Distribution
Les Callipogonini sont répandus surtout en Amérique du Sud, et en Afrique. Sur les autres continents ils ont une diffusion plus limitée :  en Amérique du Nord, Europe et Moyen-Orient ne sont présentes que quelques espèces du genre Ergates, tandis qu'en Asie orientale (kraï du Primorie) n'existe qu'une seule espèce endémique de Callipogon.

En France on rencontre l'espèce suivante,:
- genre Ergates Serville, 1832
  - Ergates faber (Linné, 1758)